# Реннен

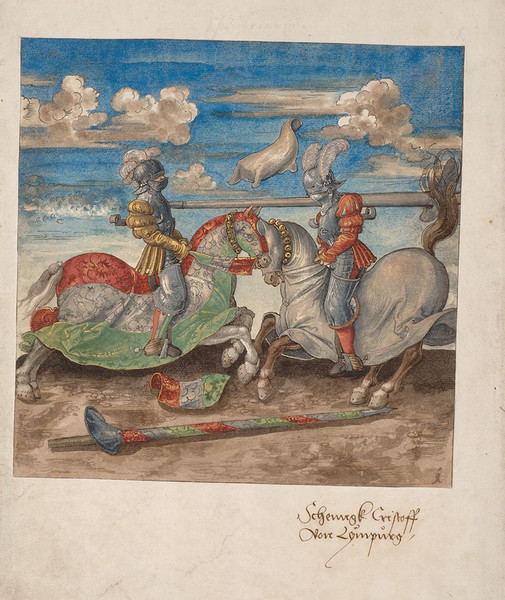
Реннен. Раскрашенная гравюра из турнирной книги императора Максимилиана I «Фрейдаль» (1512)

Реннен (от нем. Rennen — «скачка») — тип конного поединка на рыцарском турнире без пауз между сшибками.
Если после преломления копий ни один из соперников не выпал из седла и доспехи были в порядке, рыцари скакали до конца ристалища, без промедления меняли у слуг копья, разворачивались и начинали новую сшибку, поменявшись таким образом позициями. Сшибок могло быть три и больше.
Копья для реннена были тоньше тех, что использовались в гештехе. Сшибки проходили на полной скорости. 
Для реннена использовался специальный тип турнирных доспехов — реннцойг, доспехи отличались от страны к стране. Кроме того, в реннене могли использоваться и специальные составные элементы доспеха с пружинами, которые разлетались на части от точного попадания копья: нагрудник, тарч, вуаль и т.п. Такие поединки назывались механическим ренненом.
Существовали разновидности ренненов, в которых рыцари принимали участие без каких-то элементов доспеха: без подбородника (бундреннен), шлема (вулъстреннен), нательного доспеха (пфанненреннен). Для поединков последнего типа заранее готовили гроб.